# Бараново (село, Можайский городской округ)
Бараново — село в Можайском районе Московской области, в составе сельского поселения Борисовское.

## География
Деревня расположена в южной части района, примерно в 11 км к югу от Можайска, на правом берегу реки Протвы, высота центра над уровнем моря 176 м. Ближайшие населённые пункты — Борисово на север и Власово на запад.

## История
До 2006 года входила в состав Борисовского сельского округа.
Постановлением Губернатора Московской области от 21 февраля 2019 года № 76-ПГ категория населённого пункта изменена с «деревня» на «село».

## Население
| 2002 | 2006 | 2010 |
| ---- | ---- | ---- |
| 45   | ↘41  | ↘33  |